# Warmtefront

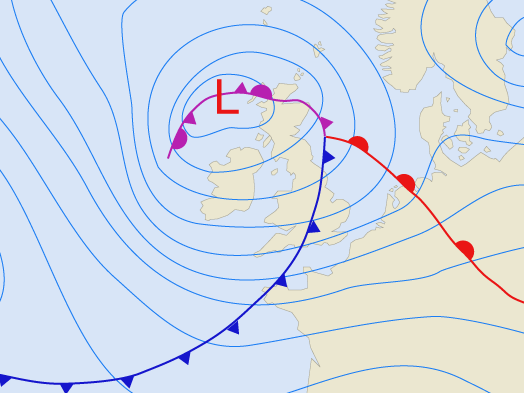
Depressie met een warmte- en koufront en aan de bovenkant een occlusiefront

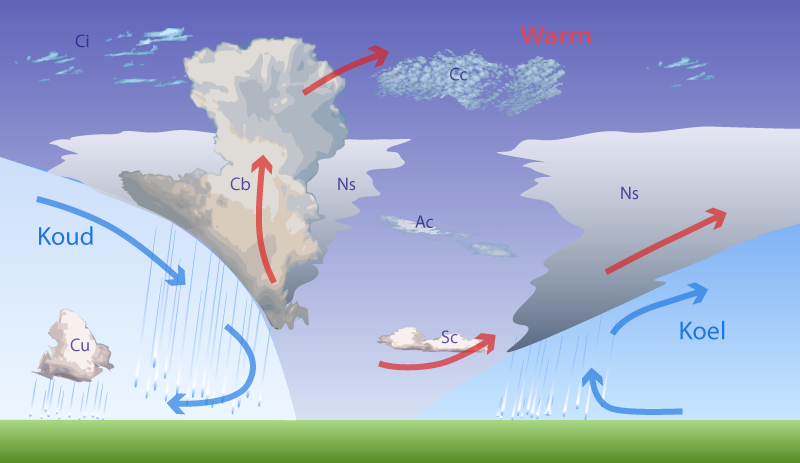
Depressie met een warmte- en koufront

Een warmtefront is een front waar een luchtmassa met relatief warme lucht over een gebied schuift waar koude lucht ligt.
Warme lucht is lichter dan koude lucht. Daarom schuift de warme lucht over de koude lucht heen. Hierdoor ontstaan ver van het front, hoog boven op de koude lucht, eerst hoge vederwolken (cirrus), gevolgd door cirrostratus en later altostratus en uiteindelijk dicht bij het front een uitgestrekte wolkendeken (stratus of nimbostratus). Uit nimbostratuswolken kan lange tijd regen of motregen vallen, die ontstaat doordat de warme vochtige lucht door het opstijgen afkoelt en het water erin na condensatie uiteindelijk als regen naar beneden valt. Doordat de koude wig onder de regenende warme lucht zo vlak verloopt, kan het over grote gebieden en dus op een bepaalde plek veel langer regenen dan in een koudefront. Uit stratusbewolking valt in tegenstelling tot nimbostratus meestal niet zoveel regen.
Bij een warmtefront is het frontvlak minder steil dan bij een koufront. Warmtefronten verplaatsen zich langzamer dan koufronten en worden dus altijd door koufronten ingehaald, waarbij een occlusiefront ontstaat.
Op weerkaarten zijn fronten vaak weergegeven door middel van dikke lijnen. Bij een warmtefront zijn halve bolletjes op de lijn getekend in de richting van de beweging van het front. De wolken bewegen door de wind voornamelijk langs die lijn. De lijn is vaak rood gekleurd, omdat rood als een warme kleur gezien wordt.